# Hoco d'Alagoas
L'hoco d'Alagoas (Mitu mitu) és una espècie d'ocell de la família dels cràcids (Cracidae) que habitava la selva humida de l'est del Brasil. Es considera que està extint a la natura.